# Chiesa di San Pietro Apostolo (Calestano)
La chiesa di San Pietro Apostolo è un luogo di culto cattolico dalle forme barocche e neoclassiche, situato nel piccolo centro di Fragno, frazione di Calestano, in provincia e diocesi di Parma; è sede di una parrocchia compresa nella zona pastorale della Montagna.

## Storia
Il luogo di culto originario fu costruito in epoca medievale; la più antica testimonianza della sua esistenza risale al 1230, quando la cappella fu citata nel Capitulum seu Rotulus Decimarum della diocesi di Parma tra le dipendenze della pieve di Castrignano.
Nel 1494 fu menzionata per la prima volta l'intitolazione del tempio a san Pietro Apostolo.
All'incirca nel 1660 l'antica chiesa, collocata in posizione franosa, fu abbattuta e ricostruita in forme barocche in un luogo più sicuro.
Intorno alla metà del XIX secolo la chiesa fu modificata con l'apertura delle finestre sui fianchi, mentre nel 1858 fu realizzata la nuova facciata neoclassica.
Nel 1954 il luogo di culto fu sottoposto a interventi di restauro e di decorazione degli interni a opera di Emanuele Quintavalla.

## Descrizione

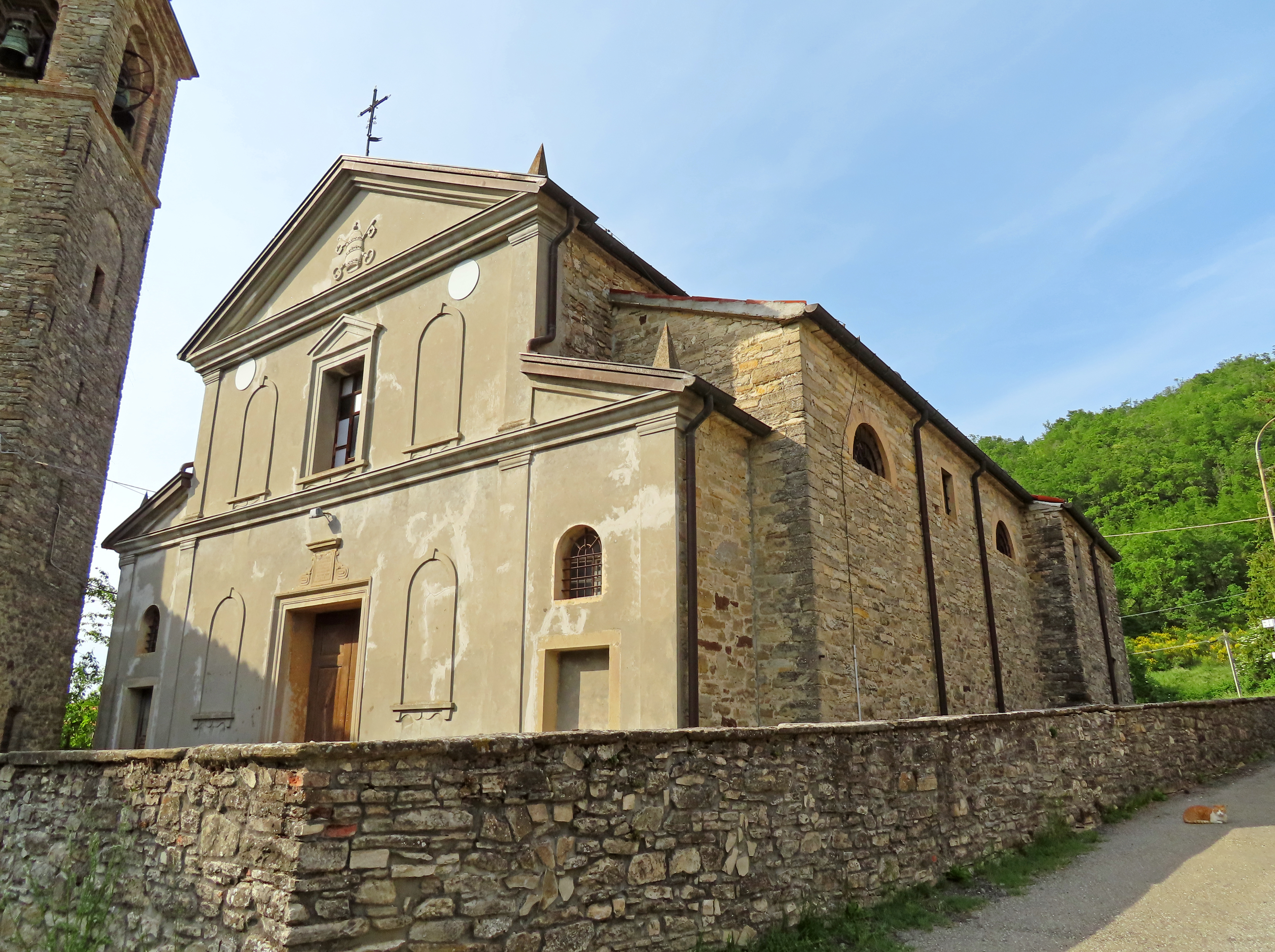
Facciata e lato sud-est

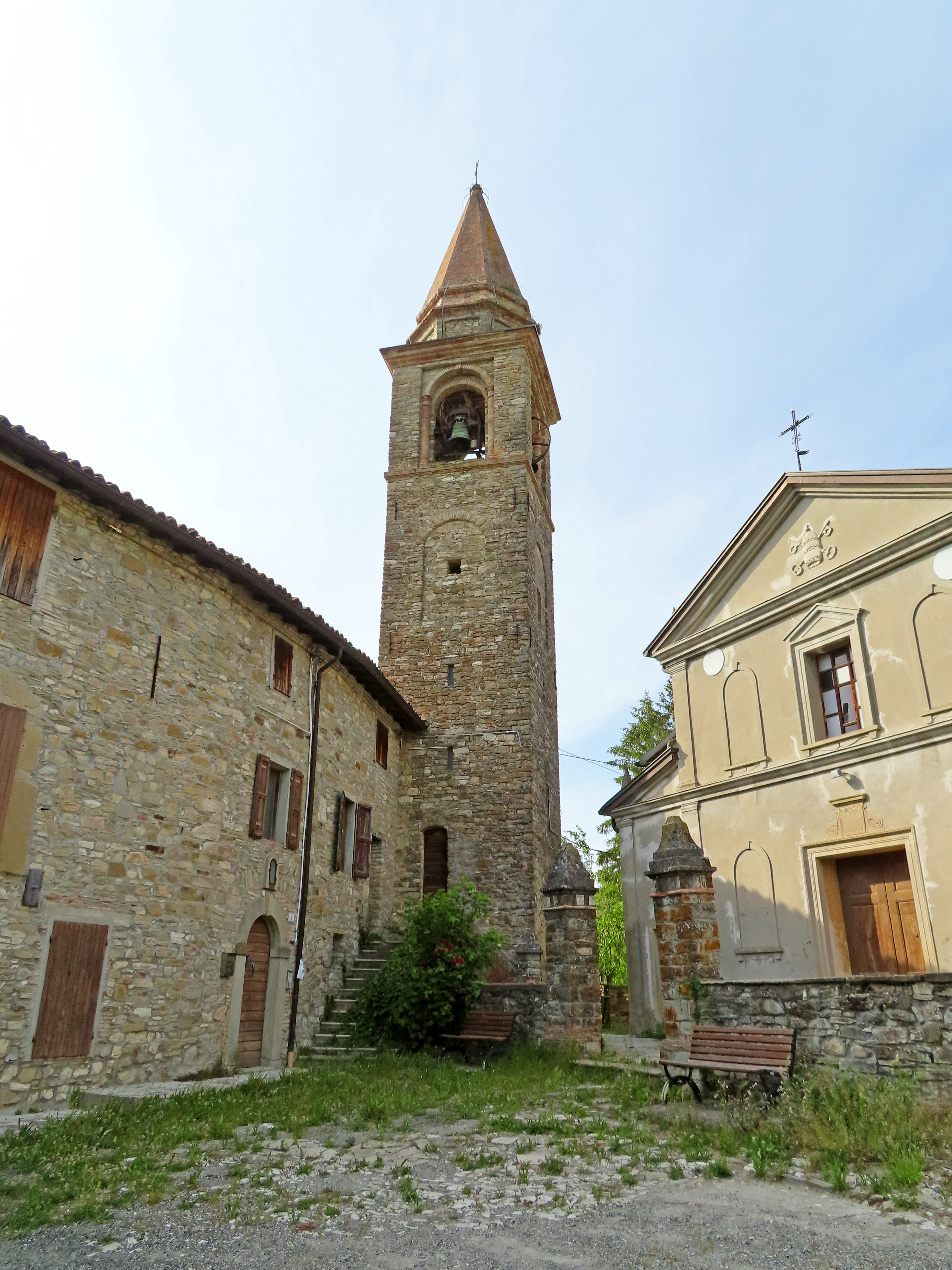
Campanile

La chiesa si sviluppa su un impianto a navata unica affiancata da due cappelle per lato, con ingresso a sud-ovest e presbiterio a nord-est.
La simmetrica facciata a salienti, interamente intonacata, è suddivisa orizzontalmente in due parti da un cornicione in rilievo. Inferiormente si elevano quattro lesene coronate da capitelli dorici; nel mezzo è collocato l'ampio portale d'ingresso principale, inquadrato da una cornice modanata e sormontato da una cimasa barocca, recuperata dal portale seicentesco; ai lati si trovano due specchiature ad arco a tutto sesto, delimitate da cornici in rilievo; alle estremità si aprono i due portali d'accesso secondari, di cui quello destro tamponato, entrambi sormontati da monofore ad arco a tutto sesto. Superiormente su ergono al centro due lesene doriche in continuità con quelle sottostanti; nel mezzo è posto un finestrone inquadrato da una cornice e sormontato da un frontone triangolare; ai lati si trovano due specchiature ad arco a tutto sesto. A coronamento si staglia un ampio frontone con cornice modanata in aggetto, contenente al centro un altorilievo raffiguranti le chiavi di san Pietro.
Sulla sinistra si erge isolato l'alto campanile in pietra, decorato con specchiature a tutto sesto; la cella campanaria si affaccia sulle quattro fronti attraverso ampie monofore ad arco a tutto sesto; a coronamento si erge una lanterna a base ottagonale, sormontata da un'aguzza guglia in laterizio.

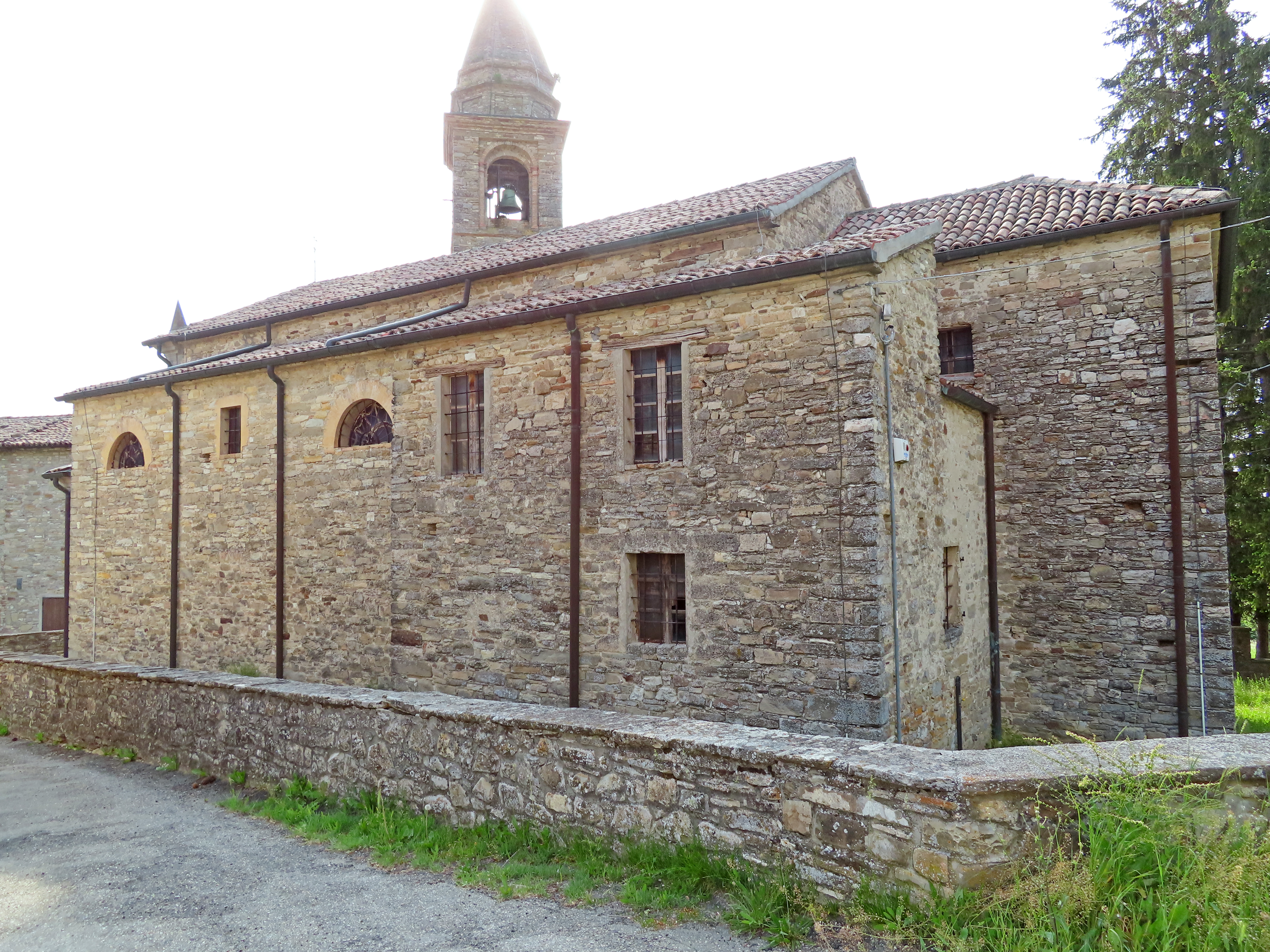
Lato sud-est

I fianchi, interamente rivestiti in pietra, sono illuminati da due aperture a lunetta e una finestrella rettangolare in sommità.
All'interno la navata, coperta da una volta a botte lunettata riccamente dipinta, è affiancata da una serie di lesene coronate da capitelli dorici, a sostegno del cornicione perimetrale modanato; le cappelle laterali, chiuse superiormente da volte a botte, si affacciano sull'aula attraverso ampie arcate a tutto sesto.
Il presbiterio, lievemente sopraelevato, è preceduto dall'arco trionfale a tutto sesto, retto da paraste doriche; l'ambiente, coperto da una volta a vela affrescata, accoglie nel mezzo l'altare maggiore a mensa in legno dorato, aggiunto tra il 1970 e il 1980.
La chiesa conserva alcune opere di pregio, tra cui antichi arredi e dipinti seicenteschi.